# Gerressen

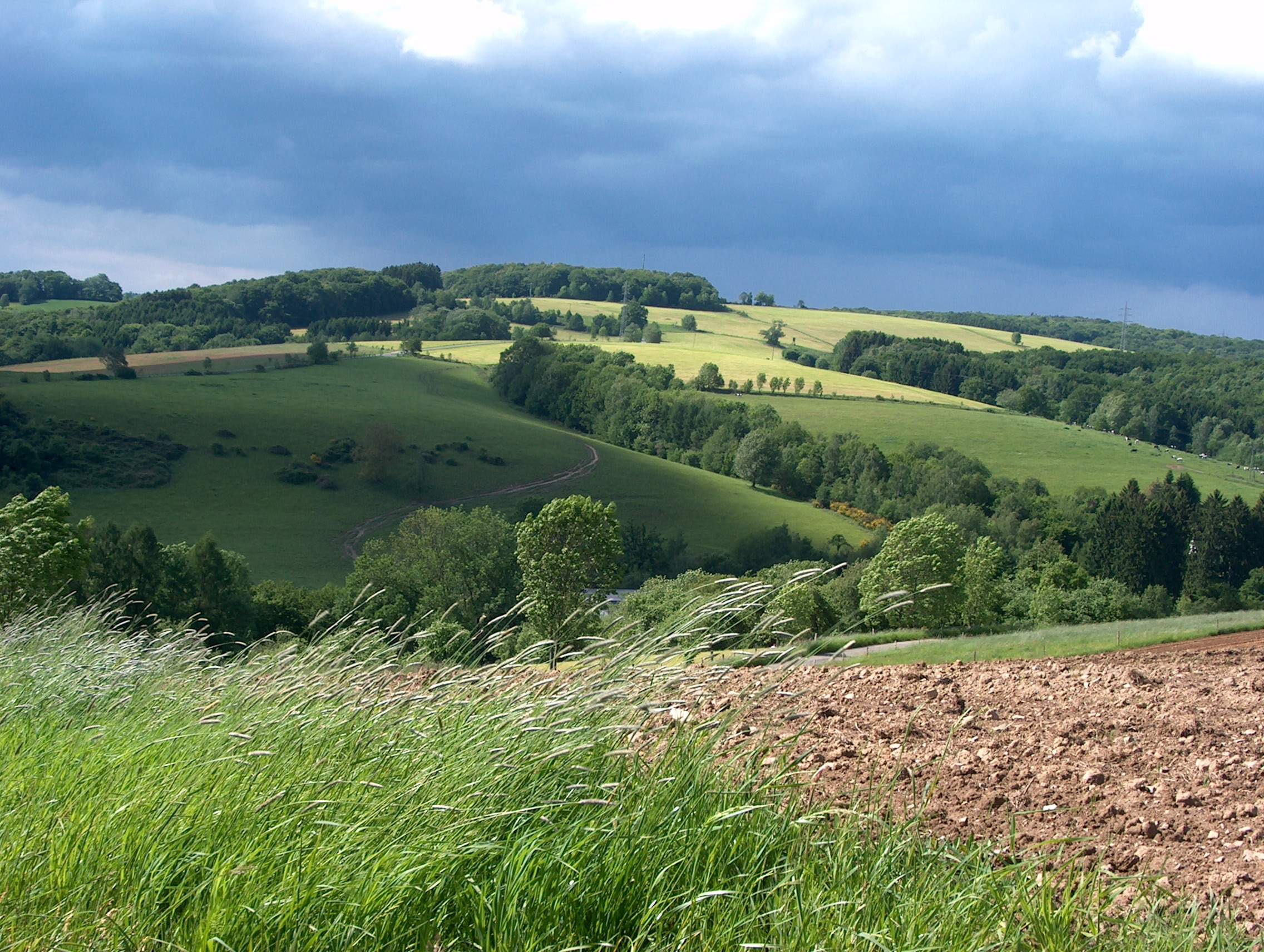
Westlich von Gerressen liegt das Ottersbachtal

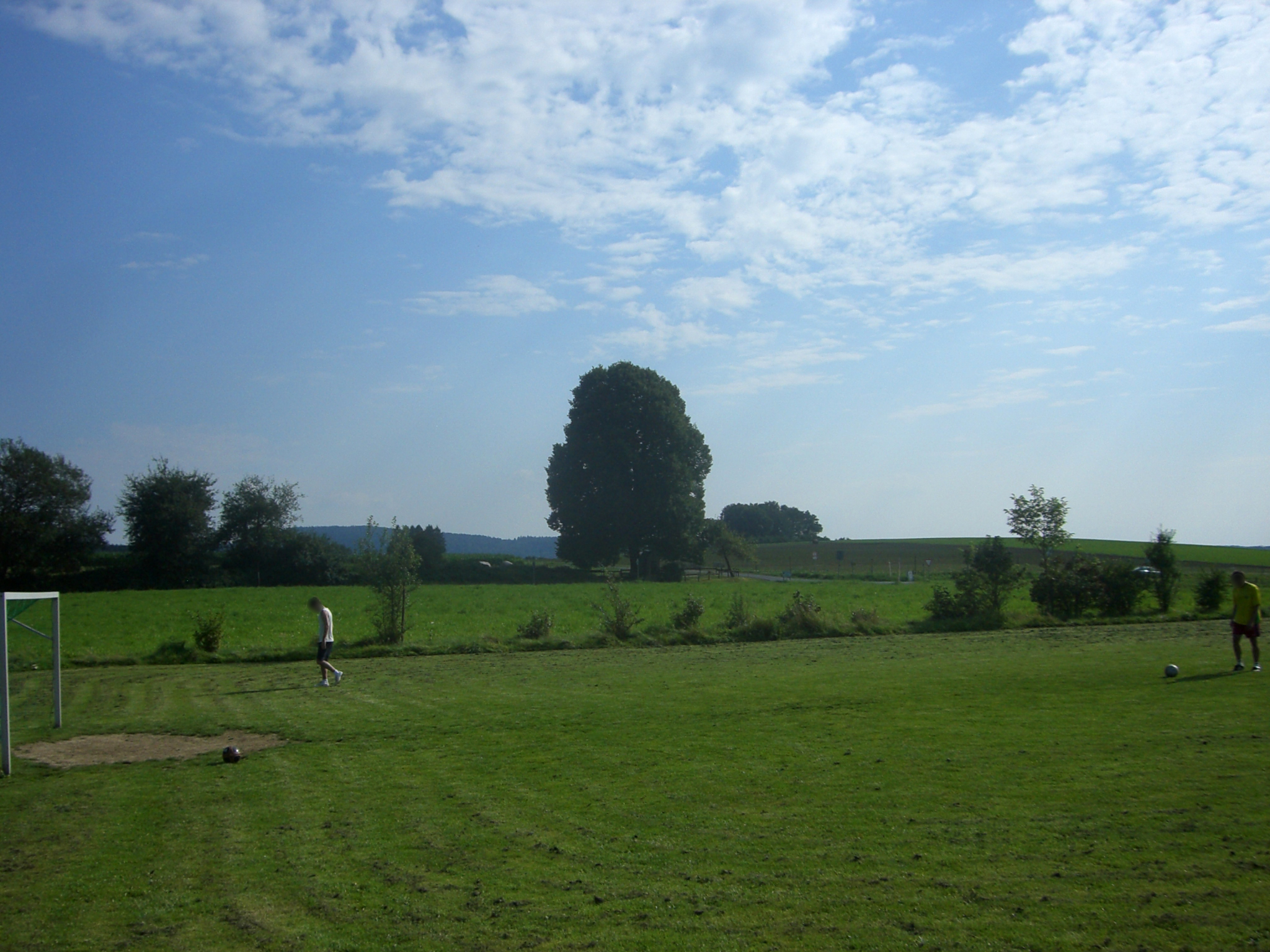
Bolzplatz in Gerressen mit Blick auf Solitärbaum

Gerressen ist ein Ort der Gemeinde Windeck im Rhein-Sieg-Kreis.

## Lage
Das Dorf liegt zwischen Siegtal und Ottersbachtal auf einer Anhöhe des Nutscheid oberhalb von Herchen. Gerressen grenzt an die Landesstraße 312, die Herchen mit der Herchener Höhe verbindet. Weitere Weiler in der Nachbarschaft sind Neuenhof mit Engelsbruch und Sommerhof mit dem Johanneshof.

## Geschichte
Gerressen wurde 1348 erstmals in einer Schrift des Klosters Herchen erwähnt. Im Evangelisch-lutherischen Kirchenbuch Herchen 1770–1809 wurde der Ort noch Gieresheim genannt. Gerressen war um die Jahrtausendwende durch gemeindliche Bestrebungen kurzzeitig als Ortsteil von Herchen deklariert, wurde aber aufgrund von Bürgerprotesten (unter anderem wurde das neue Ortsschild kurzerhand entfernt) schnell wieder ein selbstständiger Ortsteil.

## Einwohnerentwicklung
1830 zählte Gerressen 175 Einwohner. 1885 bestand Gerressen aus fünfzig Häusern mit 203 Einwohnern.

## Dorfleben
Neben dem Pfingstsingen und dem darauf folgenden Eierverzehr findet zweijährlich in Gerressen das regional beworbene, mehrtägige Waffelfest statt, bei welchem zu Live-Musik Getränke und insbesondere frische gerevene (geriebene) Waffeln serviert werden; eine Art herzhafter Waffelspezialität. Die Erträge des Festes werden auf Grundlage der Satzung der Dorfgemeinschaft für dörfliche Belange eingesetzt, z. B. der Erhaltung eines Spiel- und eines Bolzplatzes oder auch der Verschönerung des Dorfes.

denkmalgeschützte Häuser in Gerressen
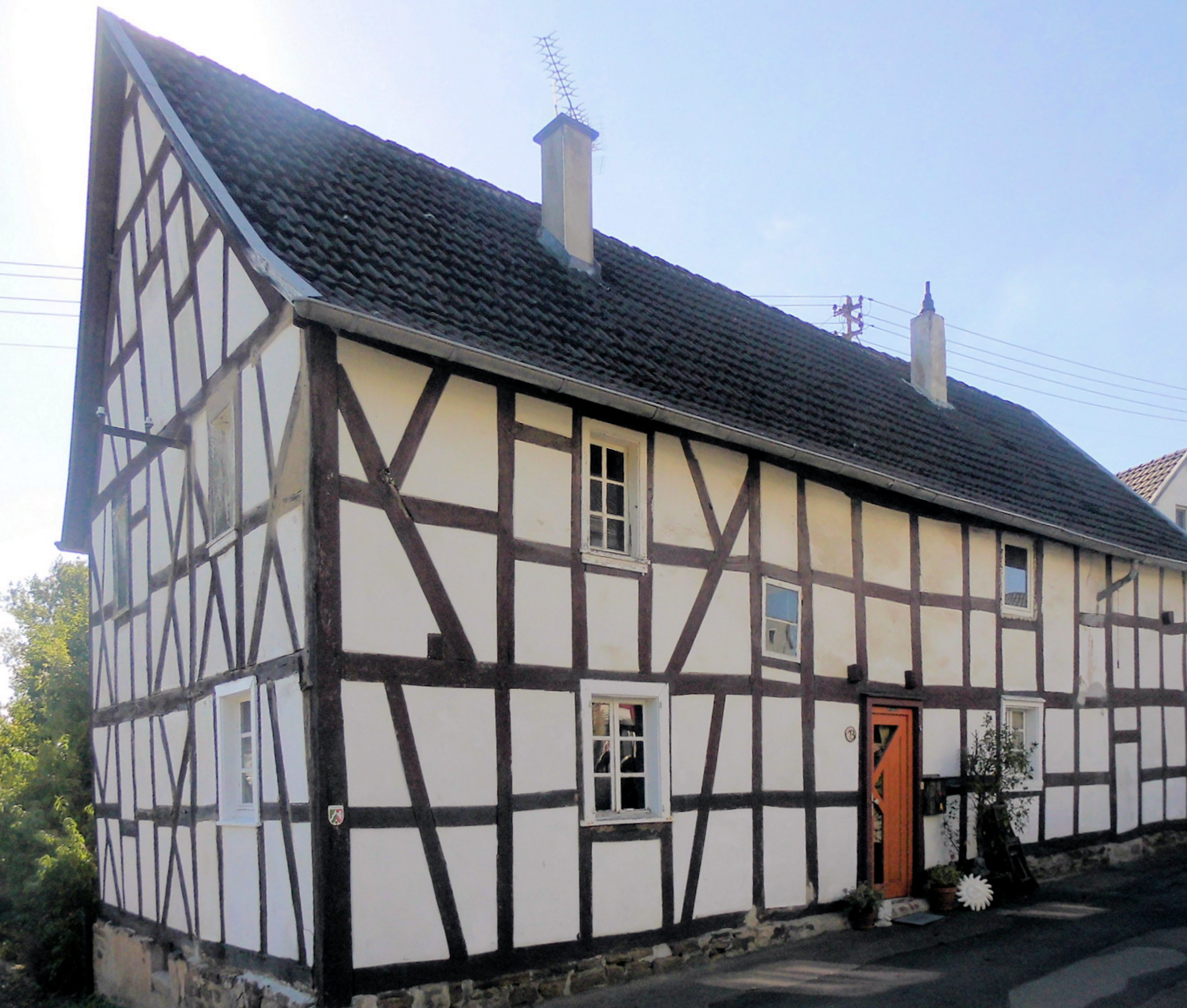
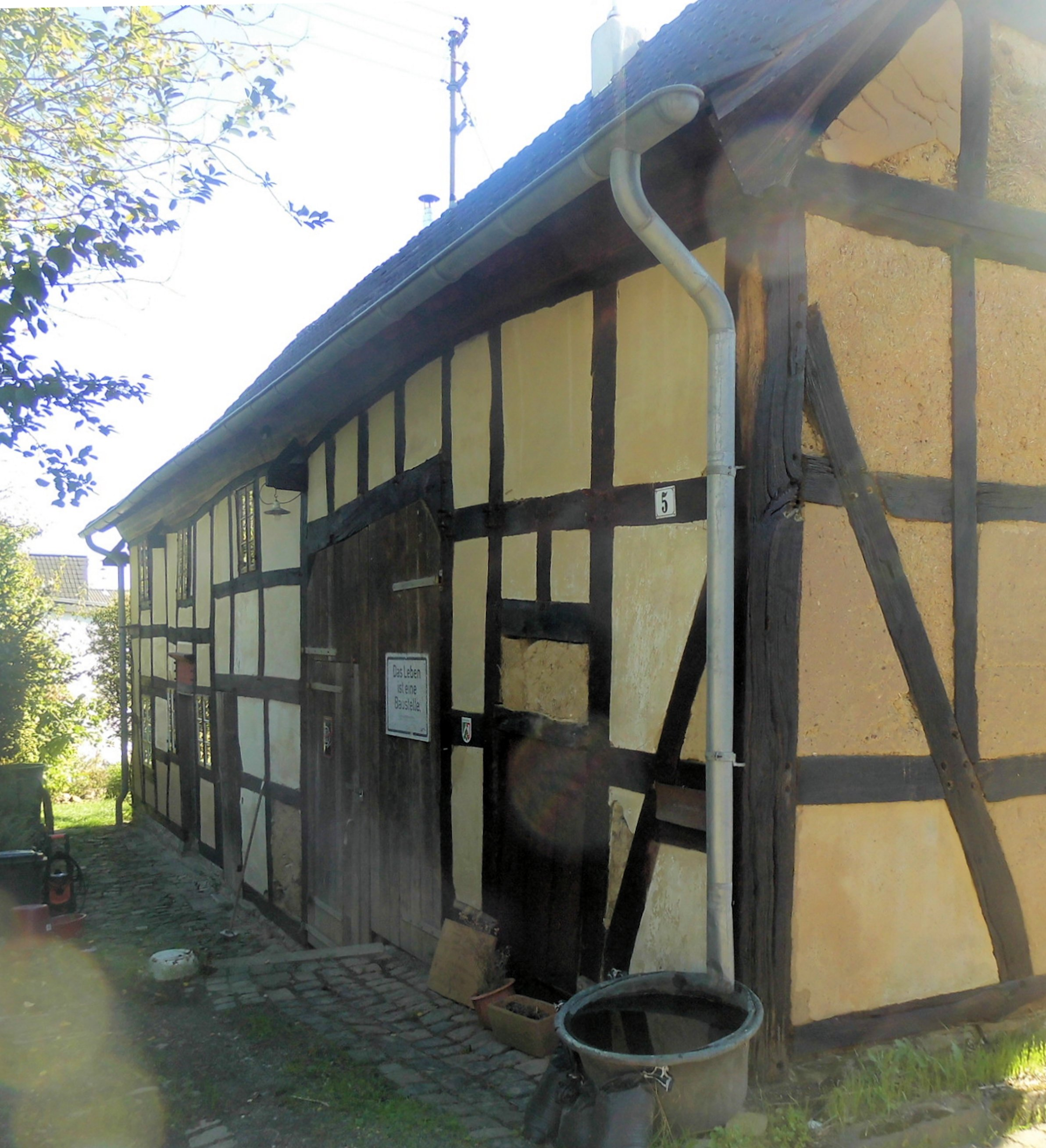
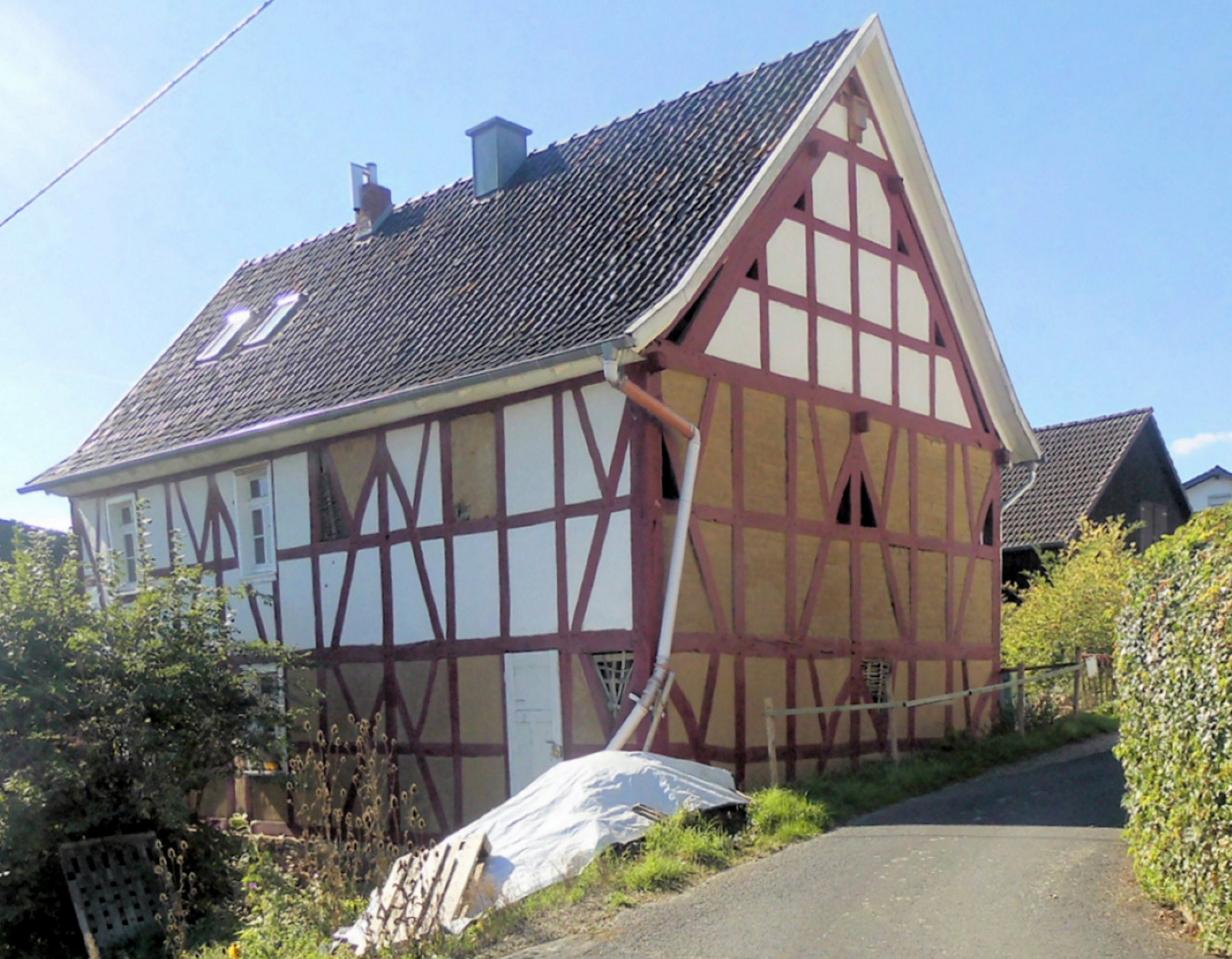